# Tour Paradis

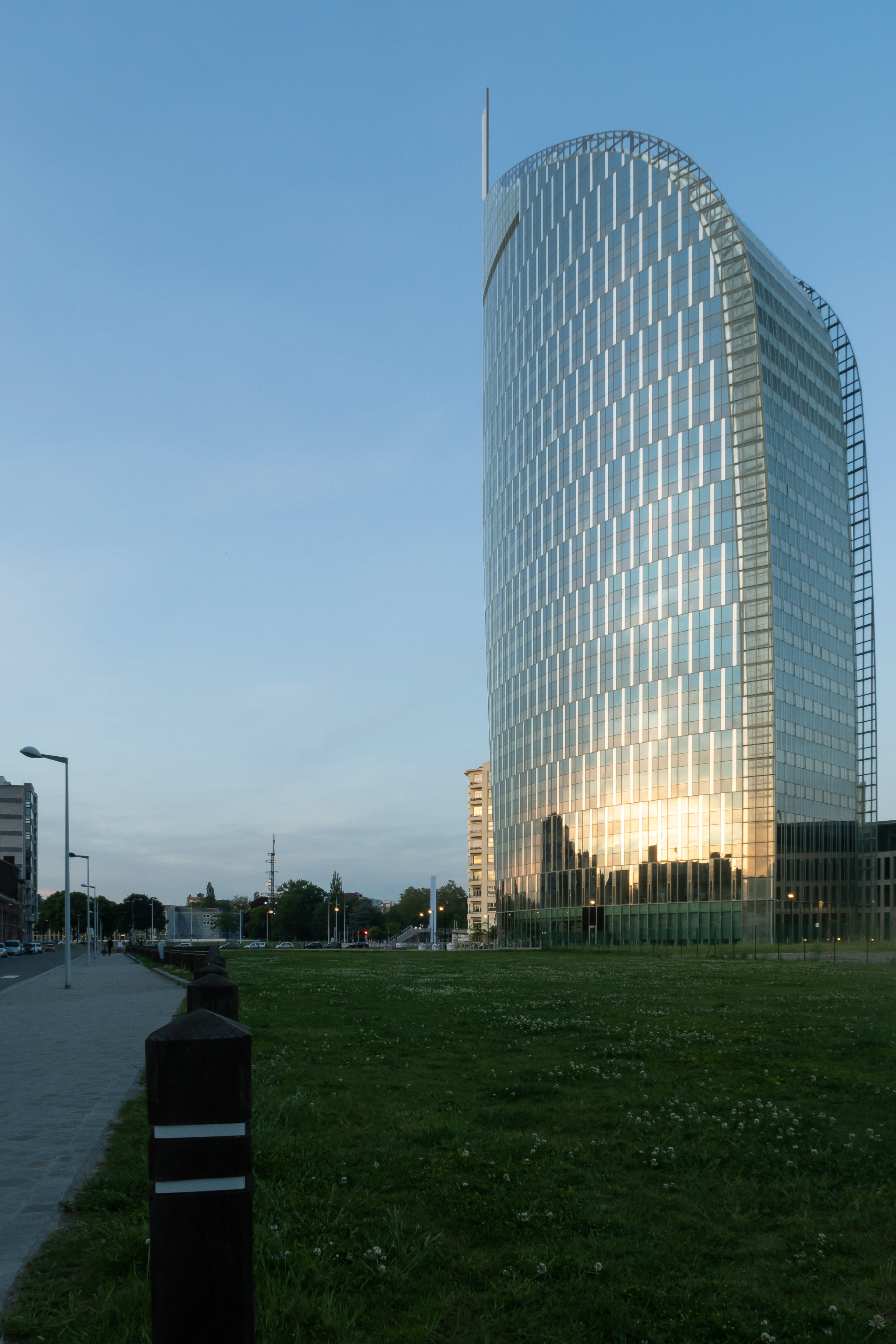
Tour Paradis en la noche

La torre Paraíso (Tour Paradis), también conocida como torre de las Finanzas de Lieja es un rascacielos de Lieja (Bélgica), situada en el barrio Guillemins. Es el rascacielos más alto de la Región Valona con 136 metros de altura.
1100 funcionarios del Servicio Público de las Finanzas de Bélgica trabajan en este torre.

## Historia
Después de la edificación de la nueva estación de Lieja Guillemins, el Ayuntamiento de Lieja quiso construir una gran explanada entre la estación ferroviaria y el río Mosa, lo que necesita la demolición del antiguo edificio de la administración de las Finanzas.
La nueva torre se construyó entre marzo de 2012 y diciembre de 2014.
- Datos: Q3533637
- Multimedia: Tour des Finances (Liège) / Q3533637